# Georg Karl Urlaub

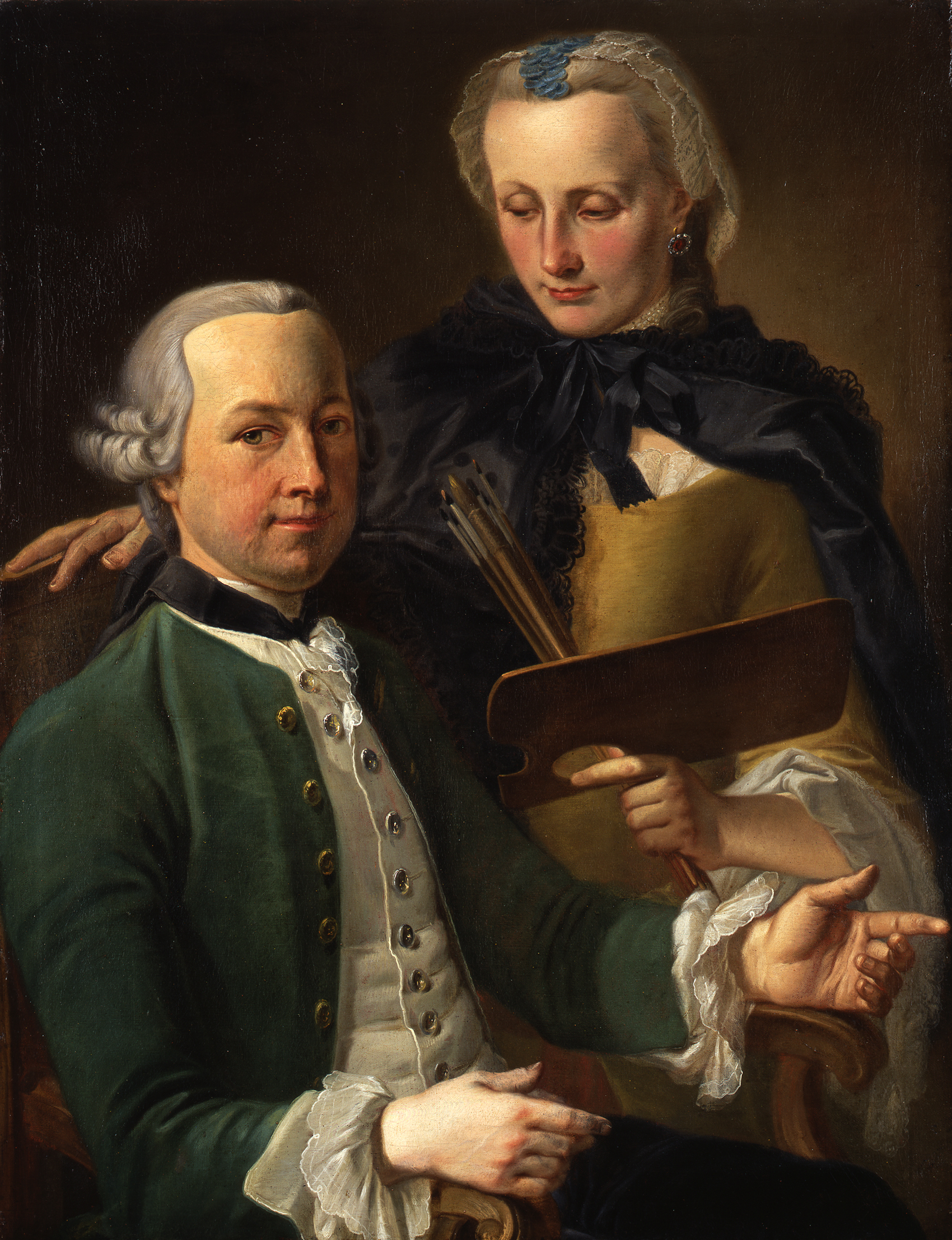
Selbstbildnis mit Ehefrau (um 1775)

Georg Karl Samuel Urlaub (auch Georg Carl Urlaub; * 3. Oktober 1749 in Ansbach; † 26. Oktober 1811 in Darmstadt) war ein deutscher Maler des 18. Jahrhunderts.

## Leben
Georg Karl Urlaub war der jüngere Sohn des Malers Georg Christian Urlaub (1718–1766) und dessen Frau Anna Elisabeth (geb. Schädel, 1715–1756). Er entstammte somit der fränkischen Malerfamilie Urlaub, deren bedeutendstes Mitglied er neben seinem älteren Bruder Georg Anton Abraham, seinem Onkel Georg Anton, seinem Großvater Georg Sebastian sowie Johannes Andreas Urlaub war. Noch an seinem Geburtstag wurde Georg Karl in der Ansbacher St. Johanniskirche getauft, seine Taufpaten waren der Landgerichtsassessor Karl Kramer sowie Georg Samuel Esenbeck, Ansbacher Hofprediger.
Nach dem Tod der Mutter gab der Vater seine Stellung als ansbachischer Hofmaler auf und zog mit den Kindern 1757 zu seinem Bruder nach Würzburg, wo Georg Christian Urlaub ein zweites Mal heiratete. Georg Karl erhielt Malereiunterricht zunächst von seinem Vater und nach dessen Tod von seinem Bruder, der seitdem auch für seine Geschwister sorgen musste. Georg Karl Urlaub lebte bis 1773 in Würzburg, anschließend begab er sich für etwa fünf Jahre auf Wanderschaft durch Franken. 1779 hielt Urlaub sich bei Conrad Geiger in Schweinfurt auf, hierbei schuf Urlaub unter anderem ein Porträt von Geiger.
Seit 1773 war Urlaub mit Maria Sibylla Krum (1756–1814), Tochter des Frankfurter Konstablers Johann Georg Krum, verheiratet. Aus der Ehe gingen neun Kinder hervor, von denen drei später ebenfalls Maler wurden: Karl (1774–1836), Jeremias August (1784–1837) und Anton († 1820, auch Kupferstecher), die beiden Erstgenannten lebten zuletzt in Sankt Petersburg.
1779 erhielt Georg Karl Urlaub einen Ruf an den gräflichen Hof nach Wertheim am Main, er verblieb knapp zwei Jahre dort. 1781 siedelte er nach Hanau über, wo Urlaub als Porträt-, Genre-, Historien- und Landschaftsmaler tätig sowie ebenfalls am dortigen gräflichen Hof beschäftigt war. In Hanau schuf er im August 1787 Bildnisse der Familie Grimm, darunter auch ein Ölgemälde, auf dem der zweijährige Jacob Grimm abgebildet ist. Urlaub lebte bis 1803 in Hanau, war jedoch bereits 1795 von Wilhelm I. (Hessen-Kassel) von seinen Aufgaben als Maler am Hofe entbunden worden.
In seiner späteren Schaffensperiode wandte sich Urlaub vermehrt der Historienmalerei zu, beispielsweise schuf er Die Erstürmung Frankfurts durch die Hessen (1792), Bombardement der Festung Königsstein (1793), Einzug des Königs Friedrich Wilhelm II. von Preußen nach der Übergabe von Mainz am 27. Juli 1793 oder Die Schlacht bei Rothenburg. Um 1774 entstand ein Selbstbildnis und 1777 ein Kreuzweg in der Gremsdorfer Kirche, was Urlaubs einziges, gesichert überliefertes, sakrales Werk darstellt.
1803 erblindete Urlaub, sodass er nicht mehr als Maler arbeiten konnte. Im Jahr 1806 wurde er Pfründner im Würzburger Juliusspital, verließ dieses aber nach wenigen Monaten wieder, um mit seiner Frau nach Darmstadt zu Jeremias August überzusiedeln, wo Georg Karl Urlaub schließlich verstarb.
Urlaub hinterließ ein sehr umfangreiches und vielfältiges Gesamtwerk, teilweise ist es aber nur noch in der Literatur nachweisbar. Er war sehr gewandt in verschiedenen Techniken und entwickelte „eine persönliche und repräsentative Darstellungsweise von lebendigem Ausdruck und Kolorit“, die zum Teil von herkömmlichen Auffassungen abweichte. Urlaub war einer der ersten Bildnismaler, der seine Figuren in eine natürliche Landschaft einstellte. Auch versuchte Urlaub einen lebendigen, unmittelbaren Augenblick in seinen Bildnissen einzufangen und seine Modelle in eine architektonische oder landschaftliche Umgebung zu stellen. Dadurch beschritt er neue Wege in seinen Porträts, die von der eher „steifen barocken Manier“ abwichen und in denen ein Wandel von der „klassisch, höfisch-idealisierten Halbfigur zur bürgerlich, lebensnahen Ganzfigur“ vollzogen wurde. Dennoch schuf er auch Porträts in traditioneller Komposition als Halbfigur. Während Urlaub im Allgemeinen Künstlerlexikon als „liebenswürdiger Meister des ausgehenden Rokoko und des frühen Klassizismus“ bezeichnet wird, urteilte der Kunsthistorikers Philipp Friedrich Gwinner im 19. Jahrhundert negativer über Urlaub: „Hätte dieser Künstler weniger mit den Bedürfnissen des Lebens zu kämpfen gehabt, hätte er mehr Fleiß auf seine Arbeiten verwenden können und den Zopf-Geschmack seiner Zeit vermieden, so würde sein Name einen ungleich höheren Rang in der Künstlergeschichte einnehmen.“

## Werke (Auswahl)

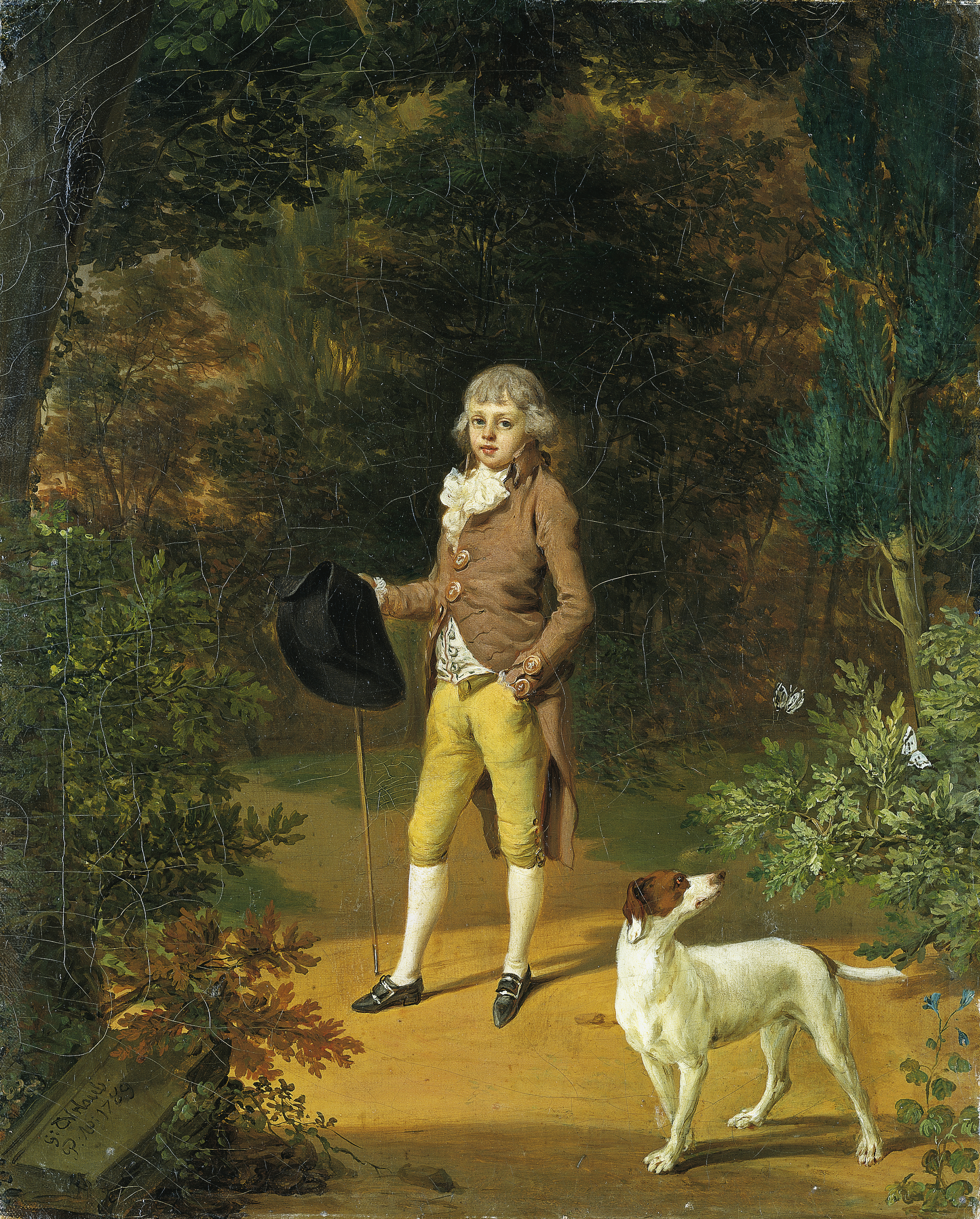
Porträt des Friedrich Adolph Carl von Holzhausen (1789)
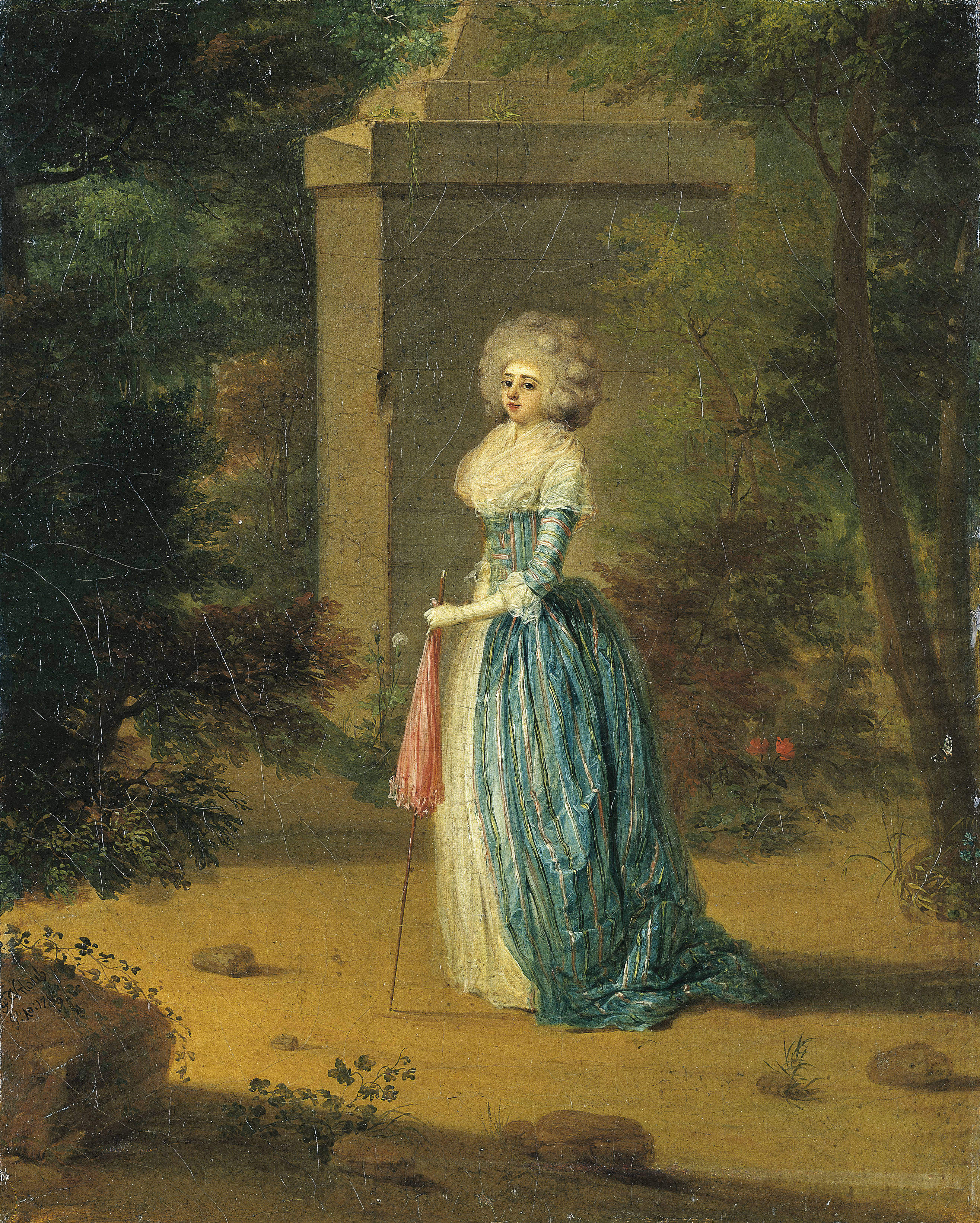
Porträt der Henriette von Holzhausen (1789)
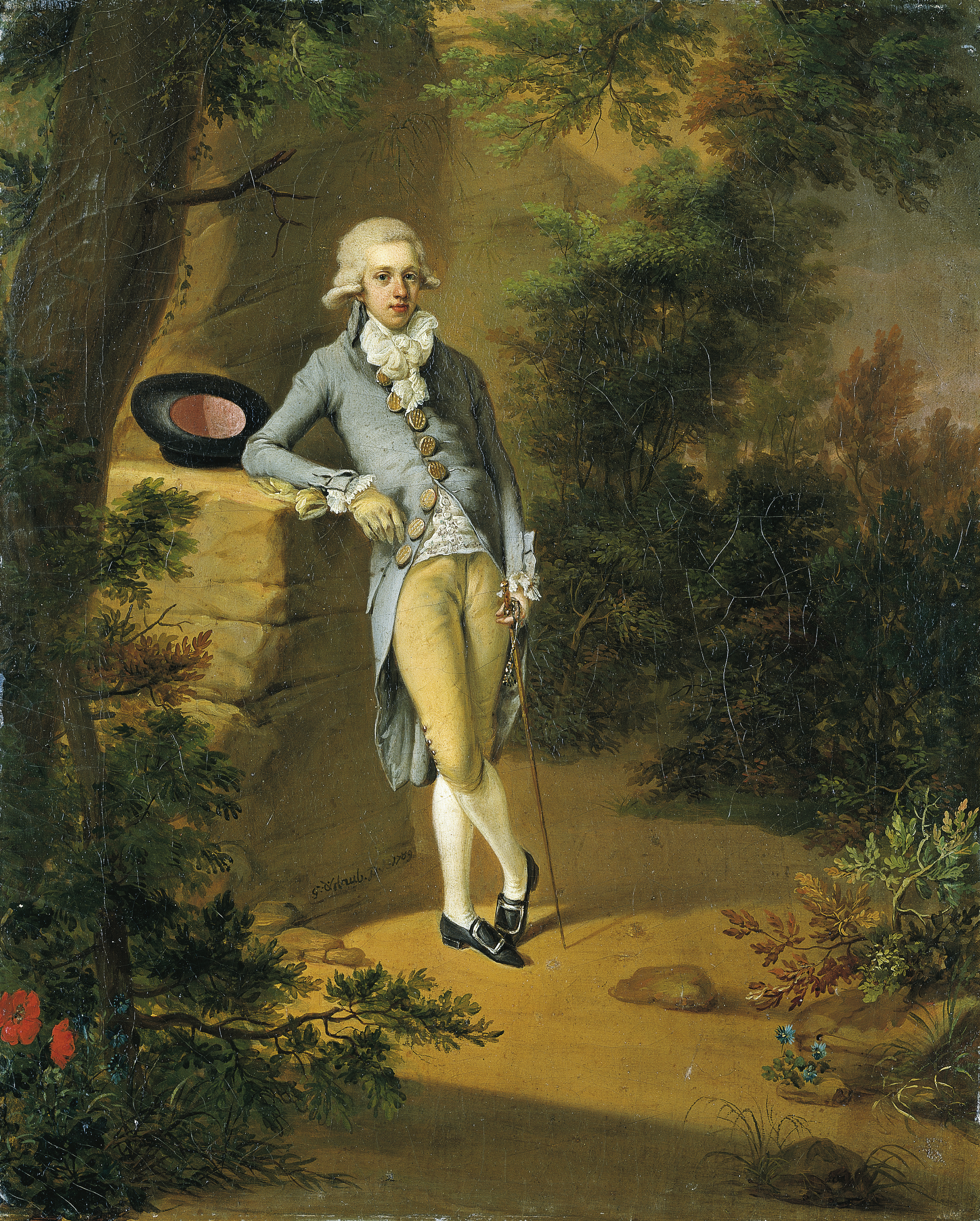
Porträt des Johann Justinian Georg von Holzhausen (1789)
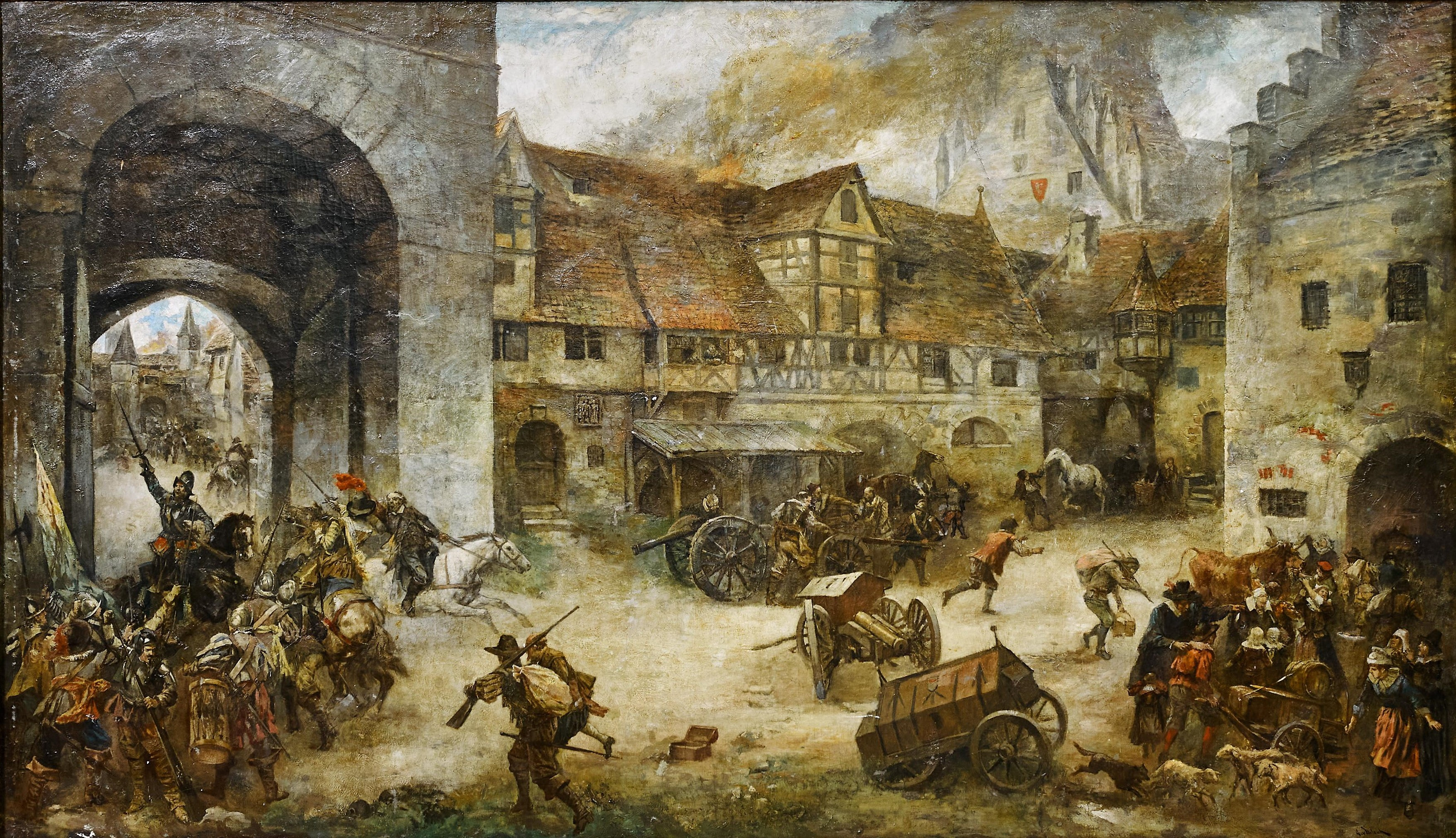
Schlacht bei Rothenburg (um 1790)
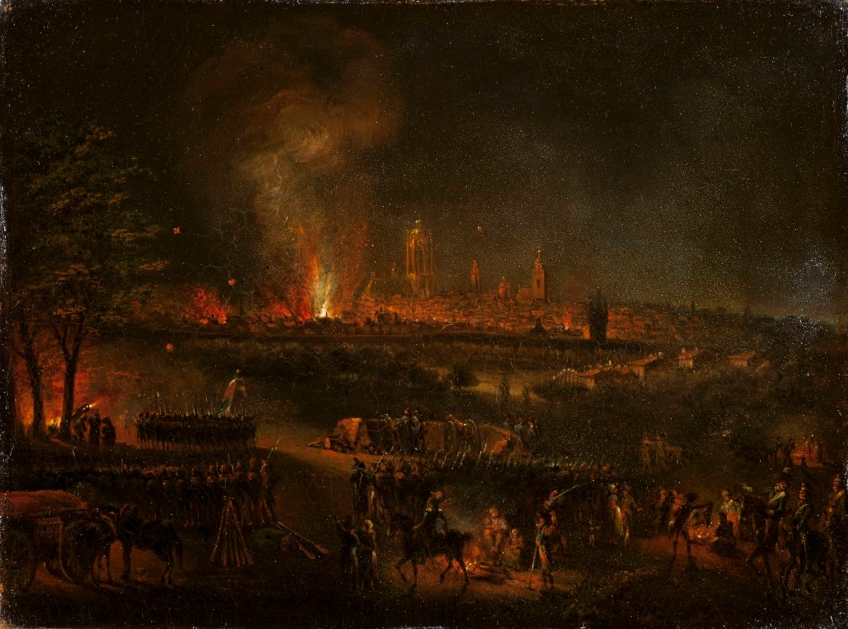
Die Beschießung Frankfurts durch die Franzosen (1797/98)
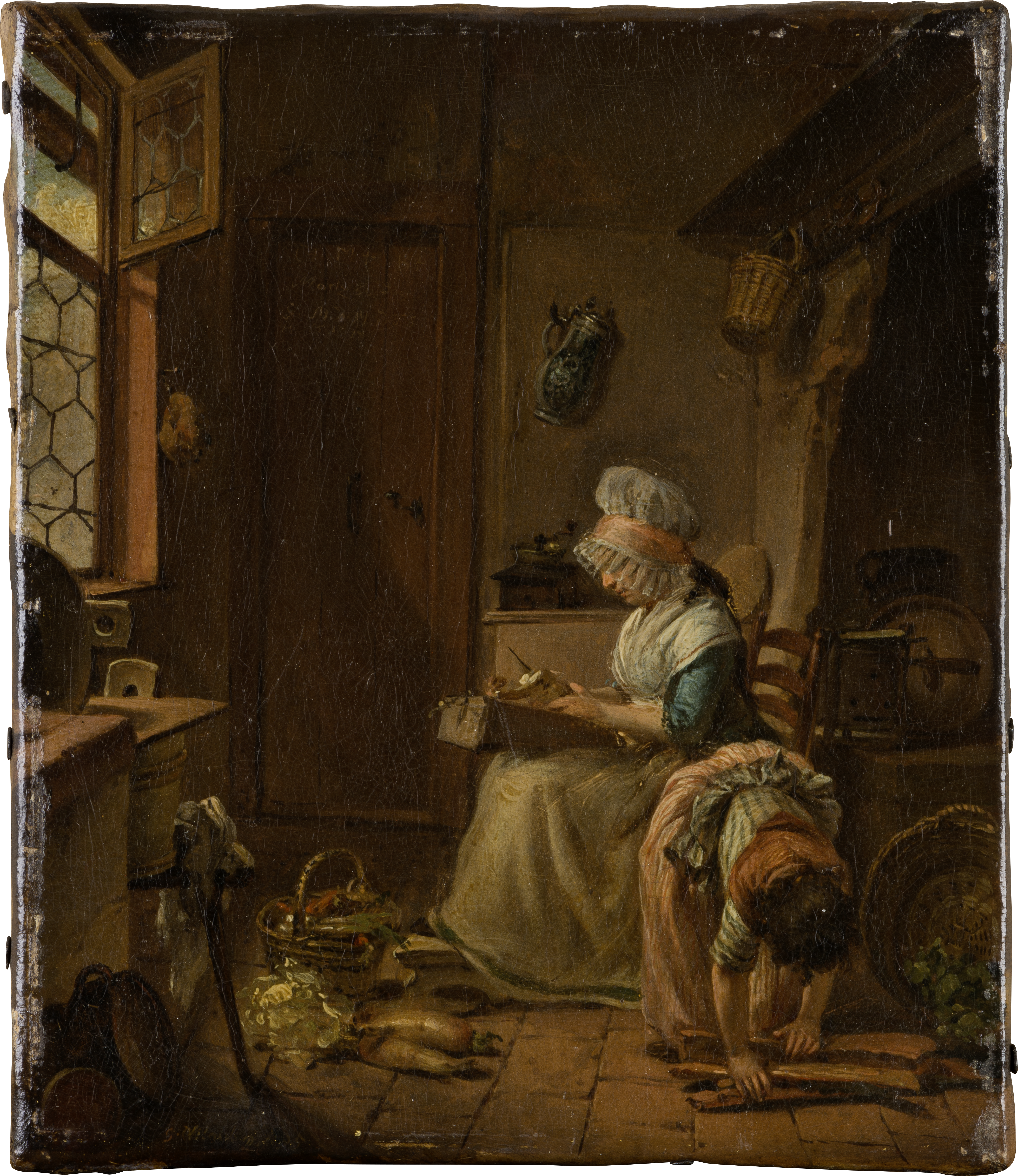
In der Küche. (Zwischen 1783 und 1803 entstanden)
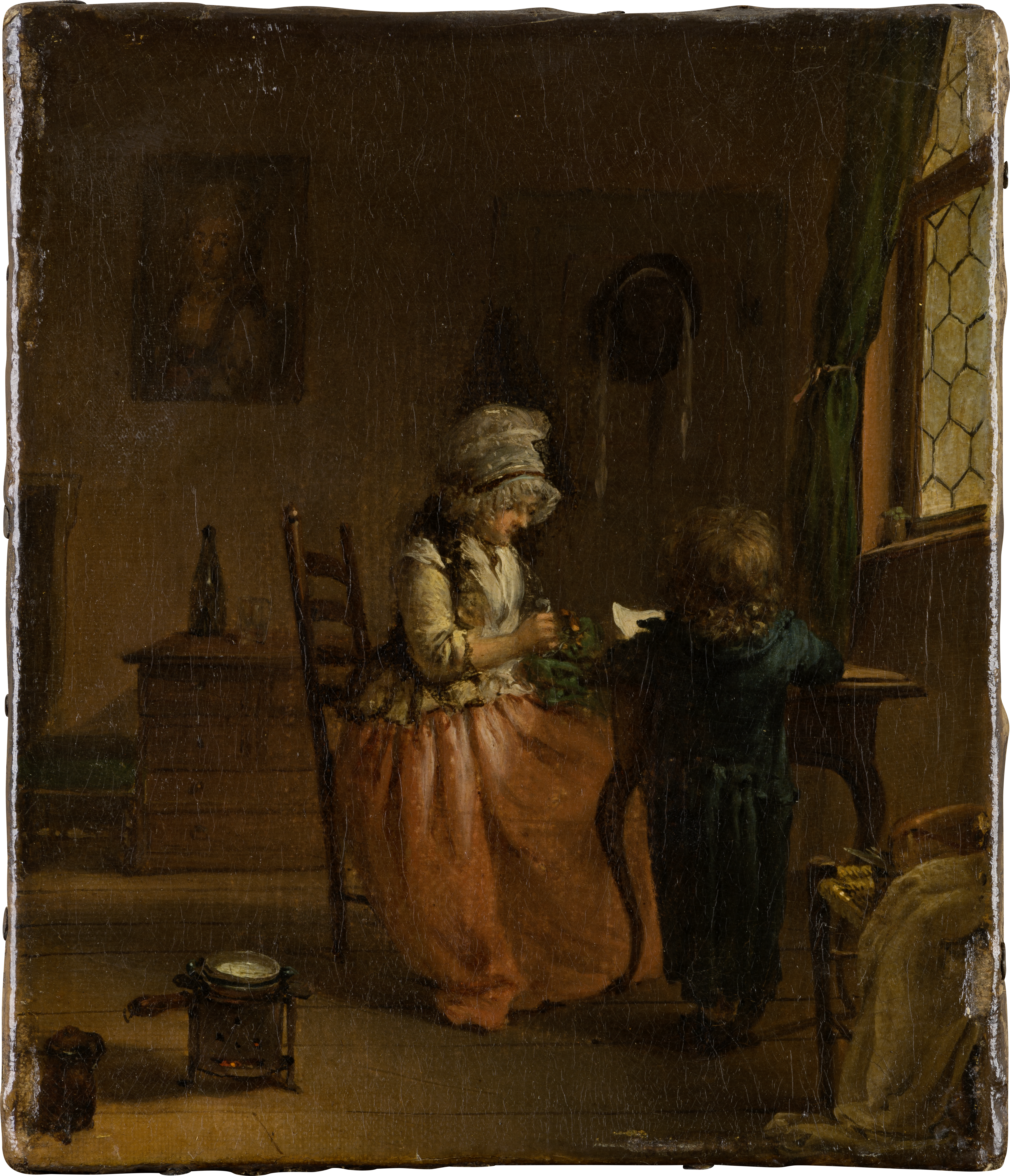
Frau und Knabe am Tisch. (Zwischen 1783 und 1803 entstanden)
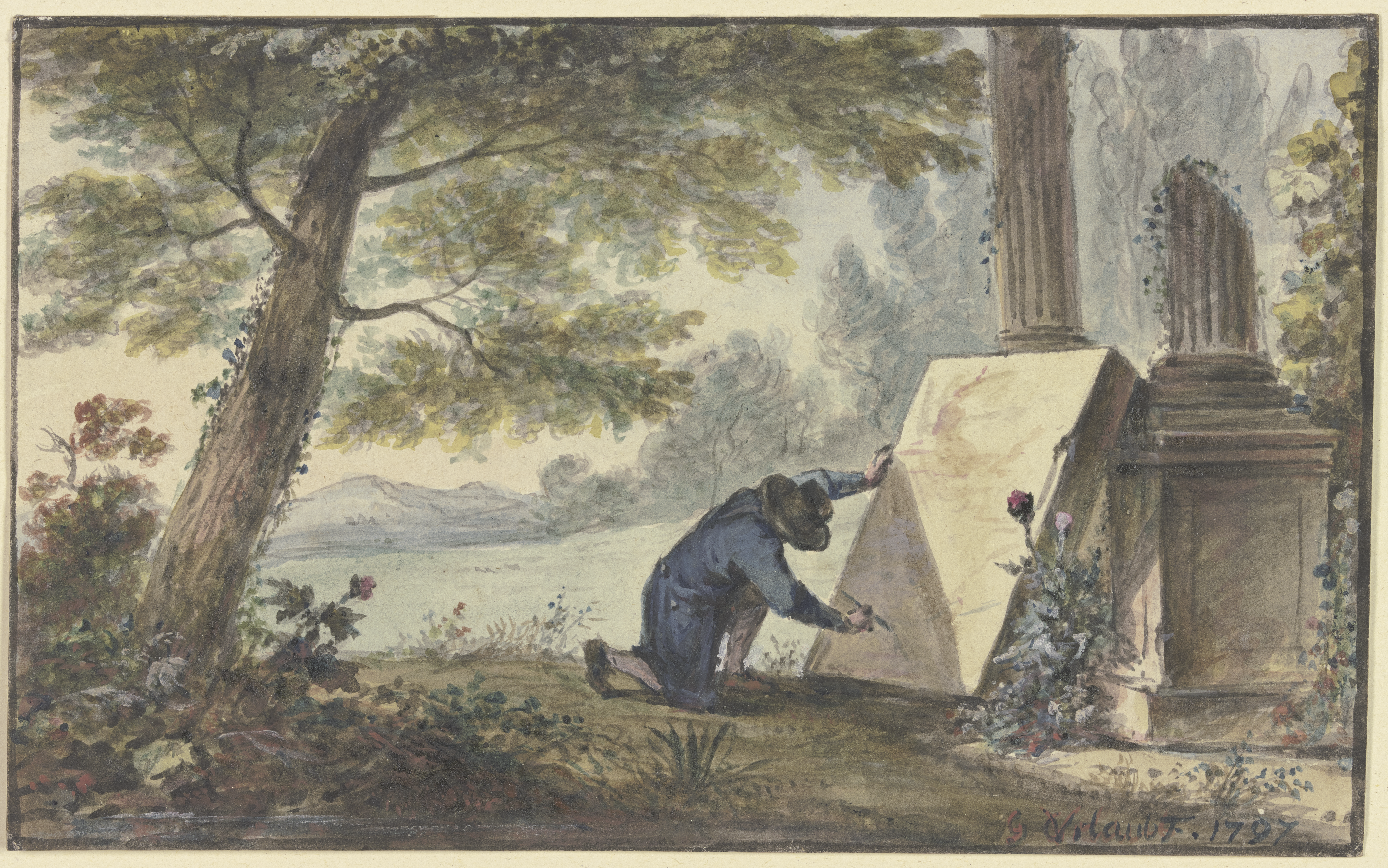
Landschaftsmaler beim Malen unter einem Baum bei zwei Säulenfragmenten. (1797)
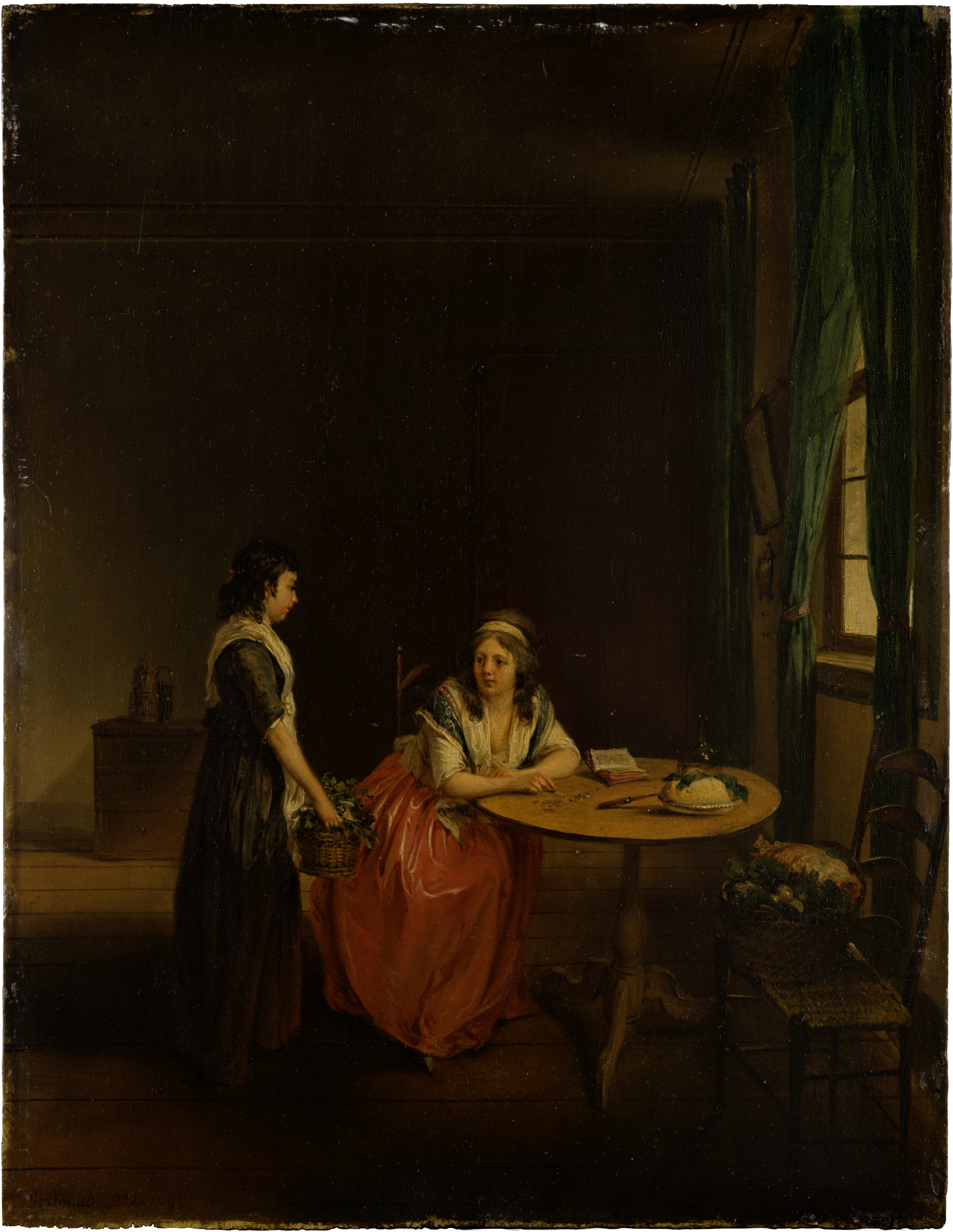
Eine Hausfrau rechnet mit ihrer Magd ab. (1798)
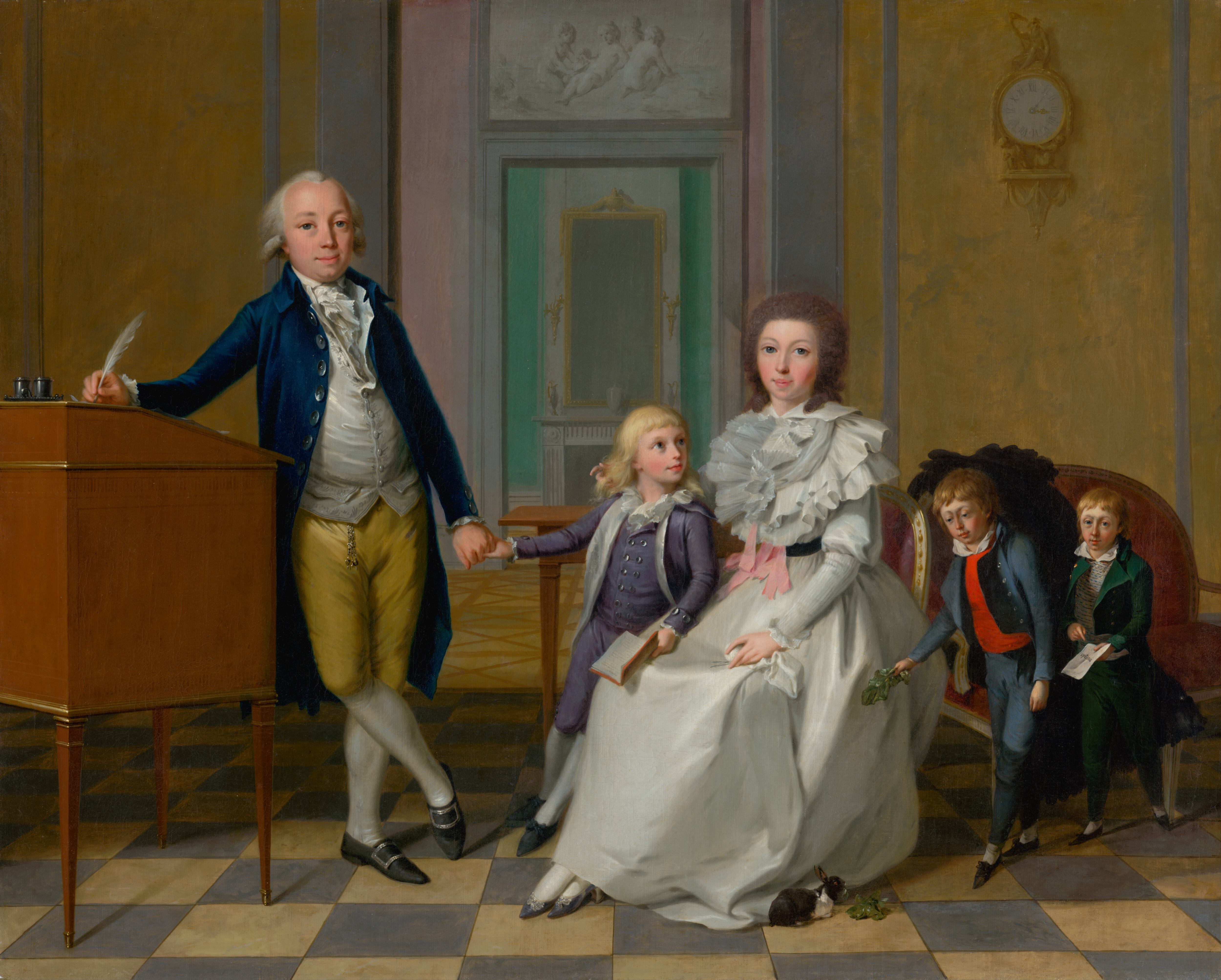
Die Familie des kaiserlichen Assessors von Kronegy. Georg Karl Urlaub zugeschrieben (zwischen ca. 1792 und 1800 entstanden).
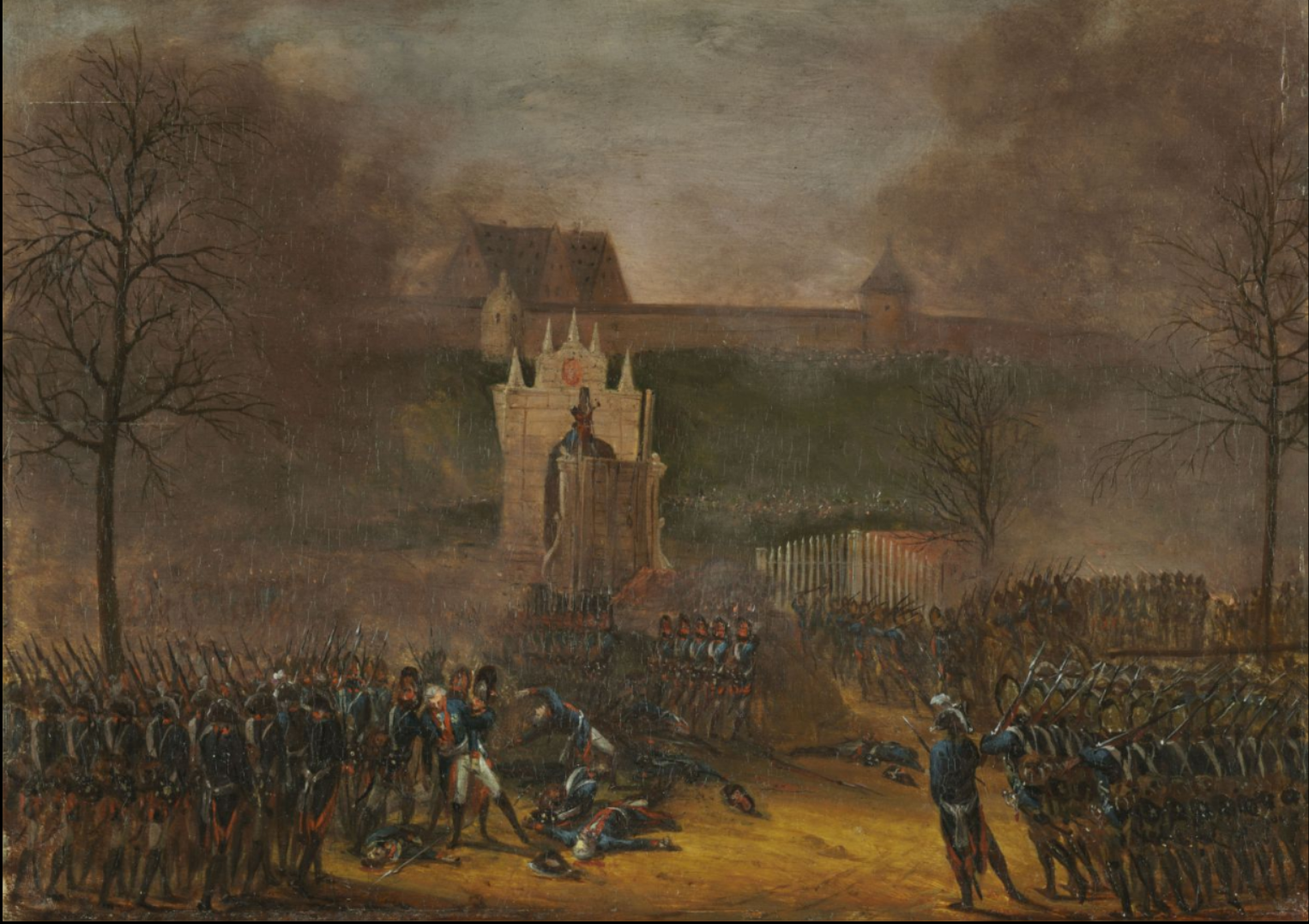
Die Einnahme des Friedberger Tores durch hessische Truppen (nach 1792)
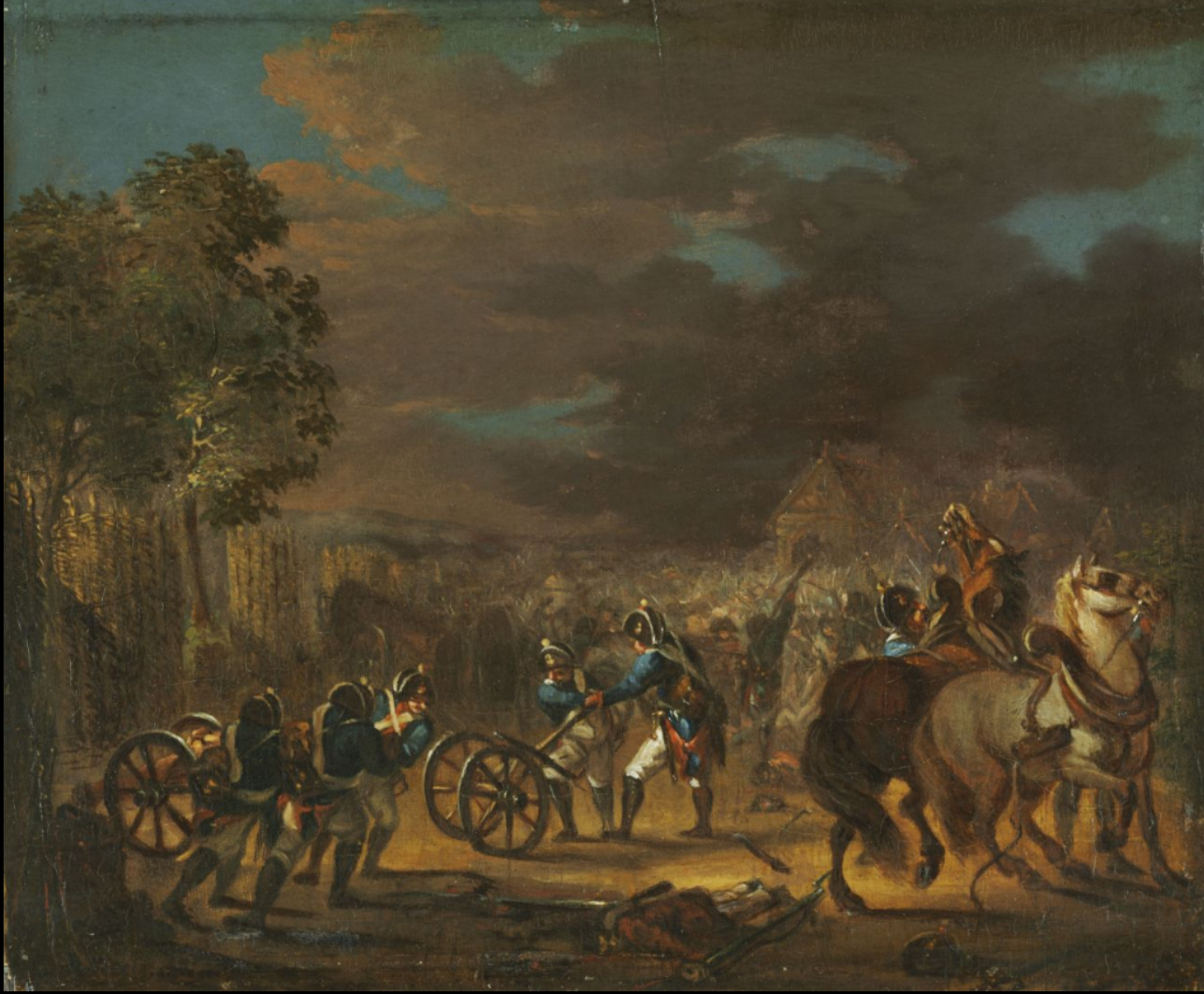
Hessische Artillerie beim Stellungswechsel (nach 1792)
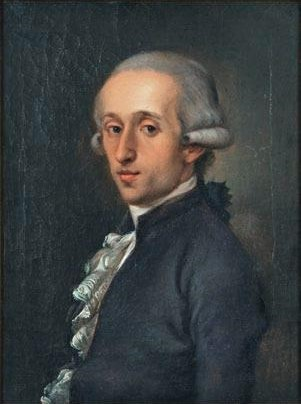
Porträt des Philipp Wilhelm Grimm (1788)
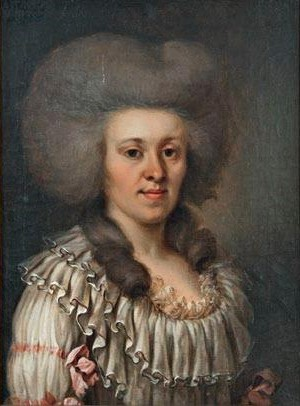
Porträt der Dorothea Grimm, geb. Zimmer (1788)
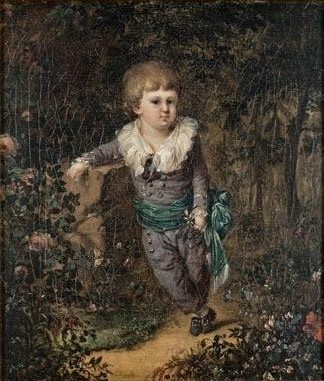
Porträt des Jacob Grimm (1787)